# Calyptomyrmex taylori
Calyptomyrmex taylori (лат.) — вид мелких муравьёв рода Calyptomyrmex из подсемейства Myrmicinae (Formicidae). Австралия: Квинсленд (W Cape Tribulation).

## Описание
Мелкие муравьи, длина тела около 3 мм. Длина головы (HL) от 0,76 до 0,83 мм, ширина  (HW) от 0,72 до 0,80 мм. Сходен с Calyptomyrmex beccarii, но отличается от него более узкими чешуевидными волосками и прямоугольной формой узелка петиоля. Длина скапуса усика (SL) от 0,44 до 0,51 мм. Основная окраска тела красновато-коричневого цвета (усики и ноги светлее). Голова и тело покрыты чешуевидными волосками. Проподеум невооружённый, без шипиков.  Глаза мелкие: в наибольшем диаметре 4-5 омматидия. На голове развиты глубокие усиковые бороздки, полностью вмещающие антенны. Усики самок и рабочих 12-члениковые с булавой из 3 вершинных члеников (у самцов усики 12-члениковые, но без булавы). Максиллярные щупики 2-члениковые, нижнечелюстные щупики из 2 члеников. Наличник широкий с двулопастным выступом (клипеальная вилка). Стебелёк между грудкой и брюшком состоит из двух члеников: петиолюса и постпетиолюса (последний четко отделен от брюшка), жало развито, куколки голые (без кокона). Петиоль, постпетиоль и брюшко пунктированные. Вид был впервые описан в 2011 году австралийским мирмекологом Стивом Шаттаком (Steven O. Shattuck, CSIRO Ecosystem Sciences, Канберра, Австралия).